# تبلو (باكينجهامشير)
تبلو (بالإنجليزية: Taplow)‏ هي قرية و أبرشية مدنية تقع في المملكة المتحدة في إنجلترا. يقدر عدد سكانها بـ 1,669 نسمة ومساحتها 11.22 كم2 .

## أعلام
- شون بيرن
- روب وليامز
- برايان كونور
- تيري ووجان
- بريون جيسين
- يان قاولد